# Pachycondyla villosa
Pachycondyla villosa is een mierensoort uit de onderfamilie van de Ponerinae. De wetenschappelijke naam van de soort is voor het eerst geldig gepubliceerd in 1804 door Fabricius.